# Stadhuis van Doesburg
Het  stadhuis van Doesburg is een laatgotisch stadhuis op de hoek van de Koepoortstraat en de Roggestraat in de Gelderse stad Doesburg. Het pand is op 23 mei 1966 ingeschreven in het monumentenregister als rijksmonument. Het complex bestaat uit het Schepenhuis, aan de Koepoorstraat, en daarachter het Wijnhuis.

## Geschiedenis
Het Wijnhuis is in het derde kwart van de 14e eeuw gebouwd. Het Schepenhuis volgde in de 15e eeuw, dit deel is ook de oorspronkelijke kern van het gebouw. Het voormalige stadswijnhuis is rond dezelfde tijd gebouwd en kwam rond 1475 gereed. In 1663 zijn de twee panden samengevoegd. Het complex kreeg toen in de Roggestraat een toegangspoortje in classicistische stijl. Het complex is vlak voor de Tweede Wereldoorlog in de periode 1939-1940 gerestaureerd door N. De Wolf. Bij deze restauratie kwam ook een uitbreiding het naastgelegen gebouw de Hoofdwacht. Weer later, in 1968-69, werd het daarnaast gelegen laatgotische Hof Gelria bij het complex getrokken. Dit pand werd in de jaren 1952-53 gerestaureerd naar plannen van De Wolf. Ook in 1995 werd het complex uitgebreid met naburige panden.

## Exterieur
Op de hoek van de Roggen- en Koepoortstraat bevindt zich het voormalige Schepenhuis. Het Schepenhuis wordt gevormd door een begane grond met een hoge kap. De voorgevel is opgetrokken als een trapgevel in de Nederrijnse trant, een  gotische stijl. De gevel bevat korfboognissen, dit geldt ook voor de zijgevel, pinakels die overhoeks (diagonaal) geplaatst zijn. In het midden, in plaats van een toppinakel, is een toren met uitvormig dak geplaatst.

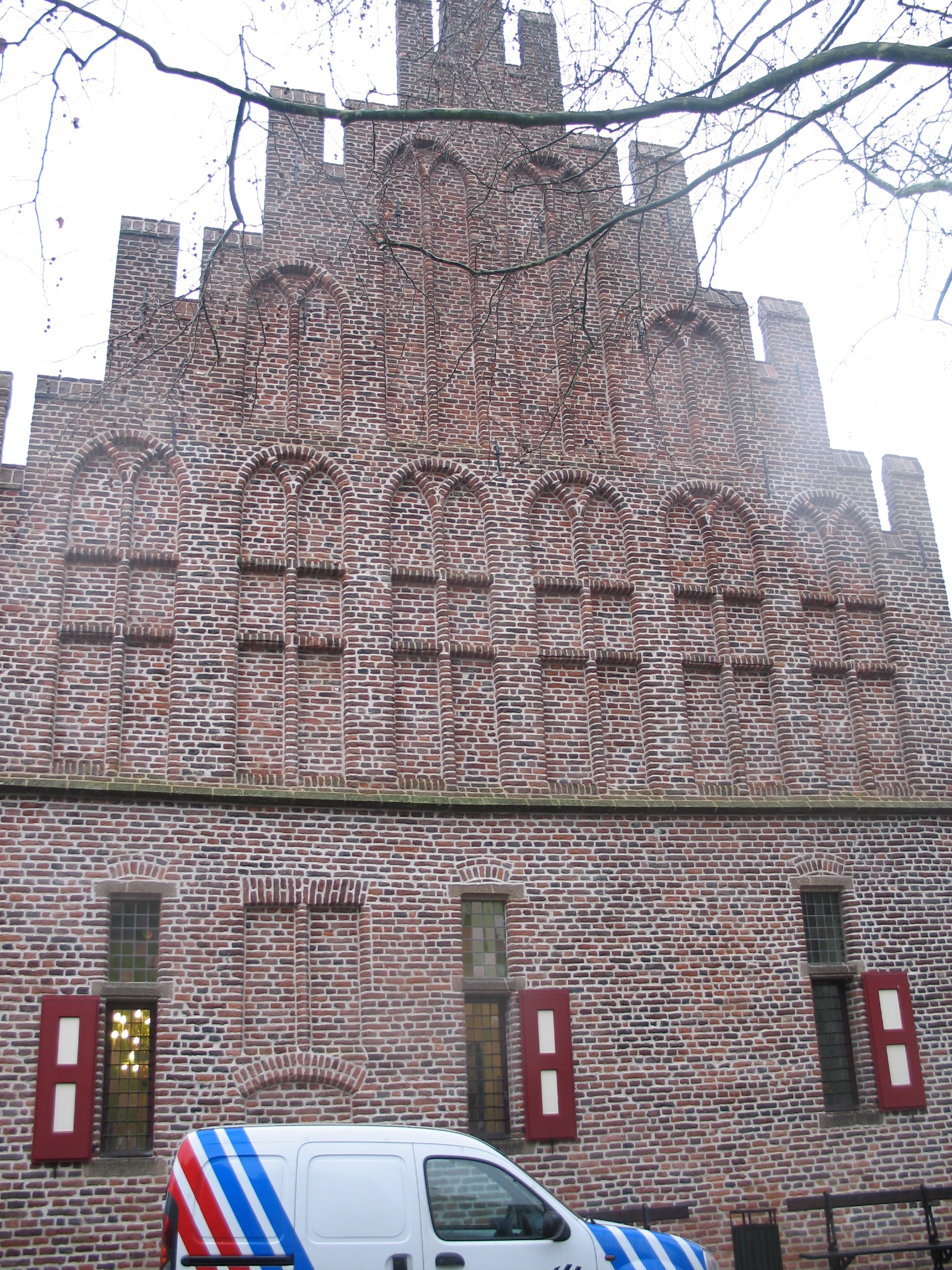
Het Wijnhuis

Aan de achterzijde van het Schepenhuis bevindt zich het lagere voormalige stadswijnhuis, ook bekend als het Wijnhuis of Out Gelre, met grotendeels gereconstrueerde trapgevel. In de gevel zijn nissen geplaatst, op de eerste verdieping dichtgemetselde (blinde) rondboogvensters en kruiskozijnen. De trappen van de trapgevels zijn gevorkt. Op de beganegrond zijn tweelichtskozijnen geplaatst, deze zijn smal en hoog, waardoor de twee ramen boven elkaar zijn geplaatst.
Tijdens de restauratie, door N. de Wolf, werd op de hoek van de Koepoortstraat en de Roggestraat een beeld van Sint Maarten geplaatst. Het beeld staat boven de Blauwe Steen, een laatste stuk dat nog rest van een voormalige schandpaal.
Het Hof Gelria is een eveneens laatgotisch gebouw. Het is een vroeg-16e-eeuws dwarshuis dat breder is langs de straat dan dat het diep is, met aan elke zijgevel een trapgevel. De trappen zijn met ezelsruggen bedekt. Ook dit dak is een zadeldak. De voorgevel heeft korfboognissen die op de begane grond beginnen en doorgaan tot en met de ramen op de eerste verdieping.

## Interieur
In de kelder bevinden zich kruisgraatgewelven steunende op vier zandstenen pilaren. De balken bevatten gotische sleutelstukken. De raadzaal heeft een schouw met pleisterwerk, voorstellende het Salomonsoordeel, uit 1665. De voorstelling is vervaardigd door Robbert Middewinter en het is ontworpen naar een voorbeeld van een schilderij van Peter Paul Rubens. De schouw stamt uit dezelfde periode als dat het Schepenhuis en het Wijnhuis samengevoegd werden.